# چاه‌پهن (مهر)
چاه پهن روستایی بزرگ و کوهستانی از توابع بخش اسیر در شهرستان مهر در جنوب استان فارس ایران است.